# Сорин, Ариэль
Ариэль Уго Сорин (исп. Ariel Hugo Sorín; род. 26 апреля 1967, Буэнос-Айрес) — аргентинский шахматист, гроссмейстер (1995).
Двукратный чемпион Аргентины (2000 и 2004).
В составе национальной сборной участник 3-х Олимпиад (1994—1996, 2004).

## Спортивные достижения
| Год  | Город   | Турнир         | + | − | = | Результат | Место |
| ---- | ------- | -------------- | - | - | - | --------- | ----- |
| 1994 | Москва  | 31-я Олимпиада | 3 | 2 | 5 | 5½ из 10  |       |
| 1996 | Ереван  | 32-я Олимпиада | 2 | 1 | 4 | 4 из 7    |       |
| 2004 | Кальвиа | 36-я Олимпиада | 3 | 3 | 5 | 5½ из 11  |       |
|      |         |                |   |   |   | из        |       |

## Изменения рейтинга
| Графики недоступны из-за технических проблем. См. информацию на Фабрикаторе и на mediawiki.org. |